# Lygropia atrinervalis
Lygropia atrinervalis is een vlinder uit de familie van de grasmotten (Crambidae). De wetenschappelijke naam van deze soort is voor het eerst gepubliceerd in 1910 door George Francis Hampson.
De soort komt voor in Zambia.